# Olszewka (powiat nakielski)
Olszewka – wieś w Polsce położona w województwie kujawsko-pomorskim, w powiecie nakielskim, w gminie Nakło nad Notecią.
Wieś królewska starostwa nakielskiego, pod koniec XVI wieku leżała w powiecie nakielskim województwa kaliskiego.
W miejscowości znajduje się pole golfowe.

## Podział administracyjny
W latach 1975–1998 miejscowość należała administracyjnie do województwa bydgoskiego.

## Demografia
Według Narodowego Spisu Powszechnego (III 2011 r.) liczyła 587 mieszkańców. Jest szóstą co do wielkości miejscowością gminy Nakło nad Notecią.

## Dawne cmentarze
Na terenie wsi zlokalizowane są 2 nieczynne cmentarze ewangelickie oraz należący do Caritasu pałac z 2,4 ha parkiem, przy którym planowane jest powstanie hospicjum i domu dziennego pobytu.